# Owełnica

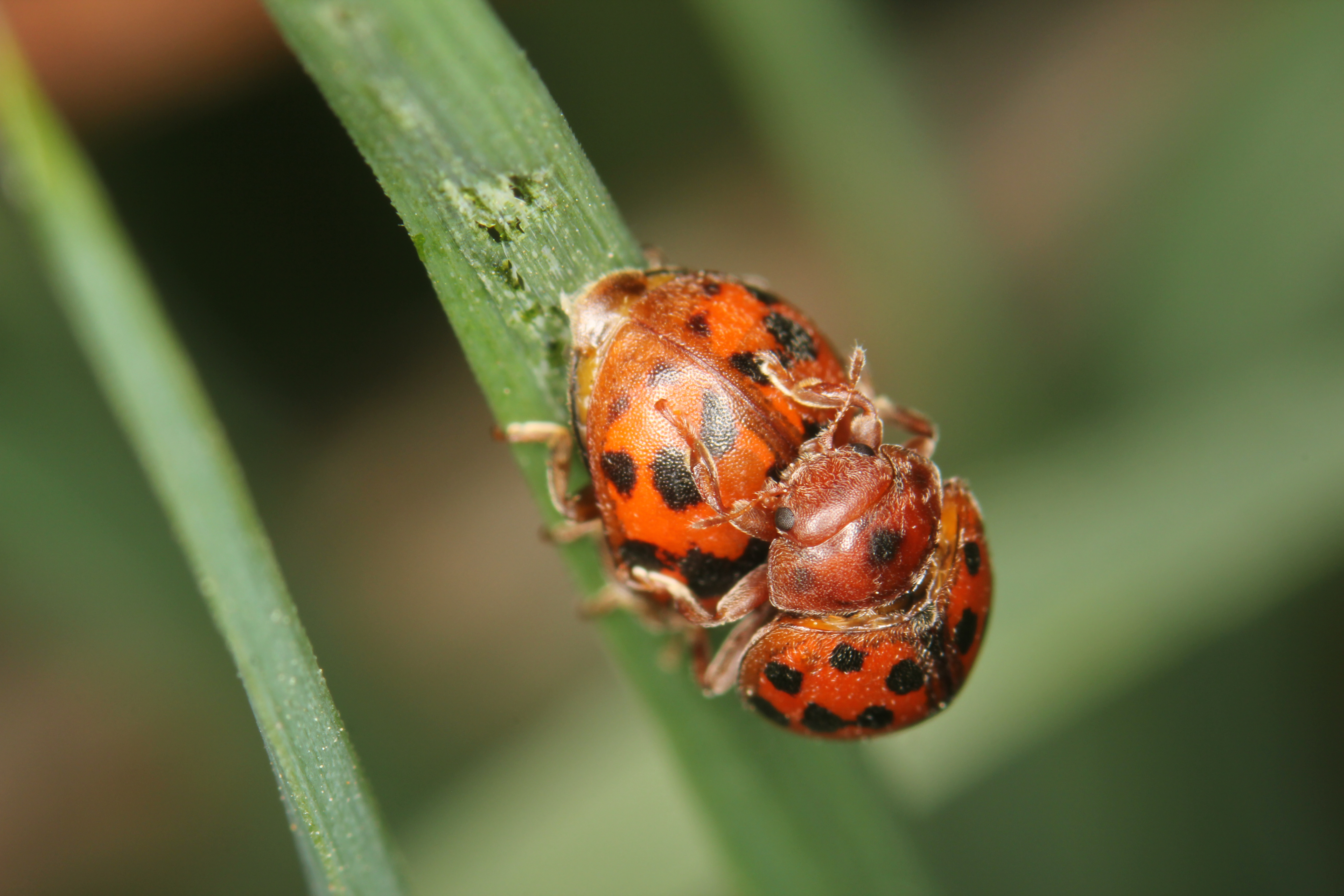
Kopulująca parka owełnic lucernianek

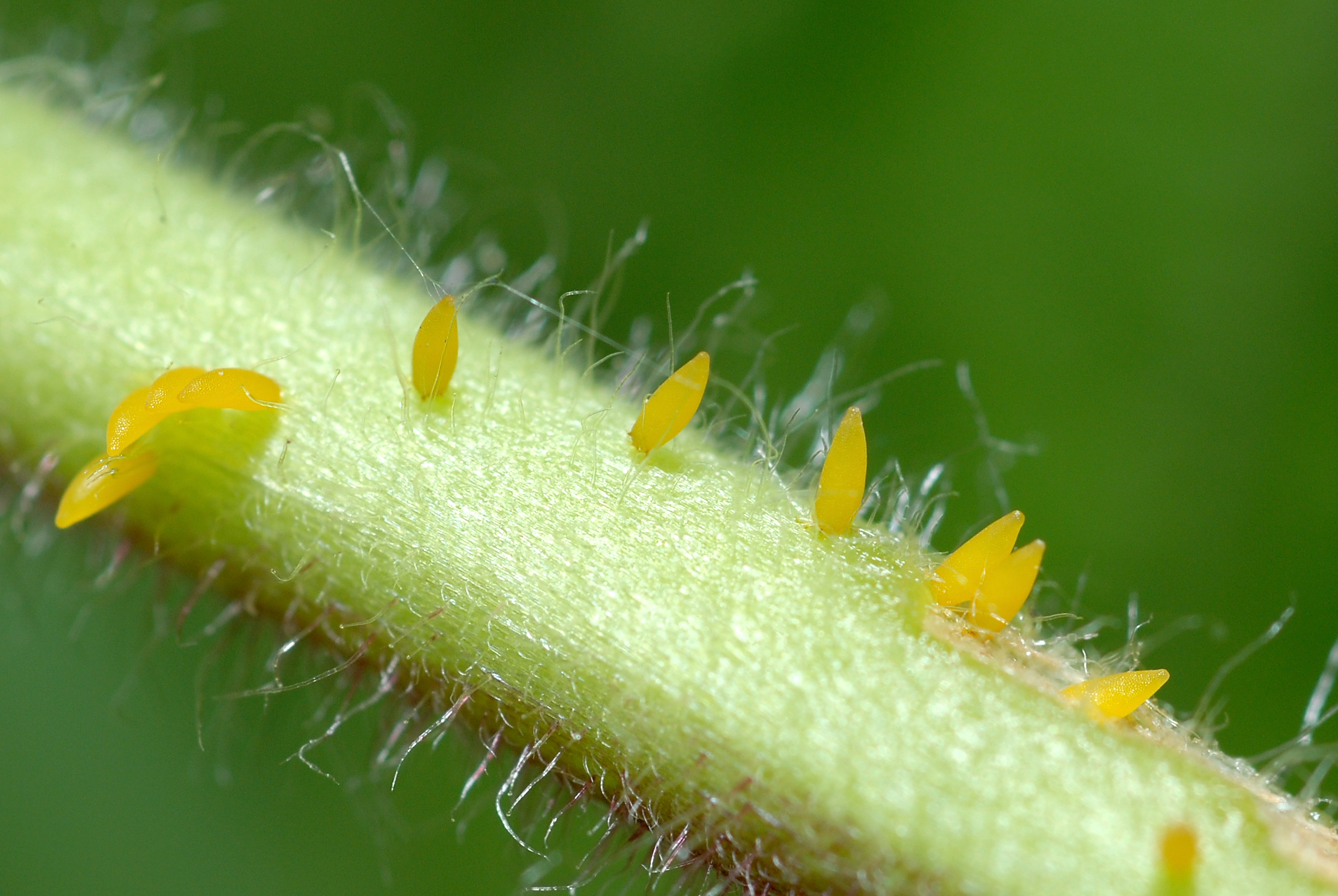
Jaja owełnicy lucernianki

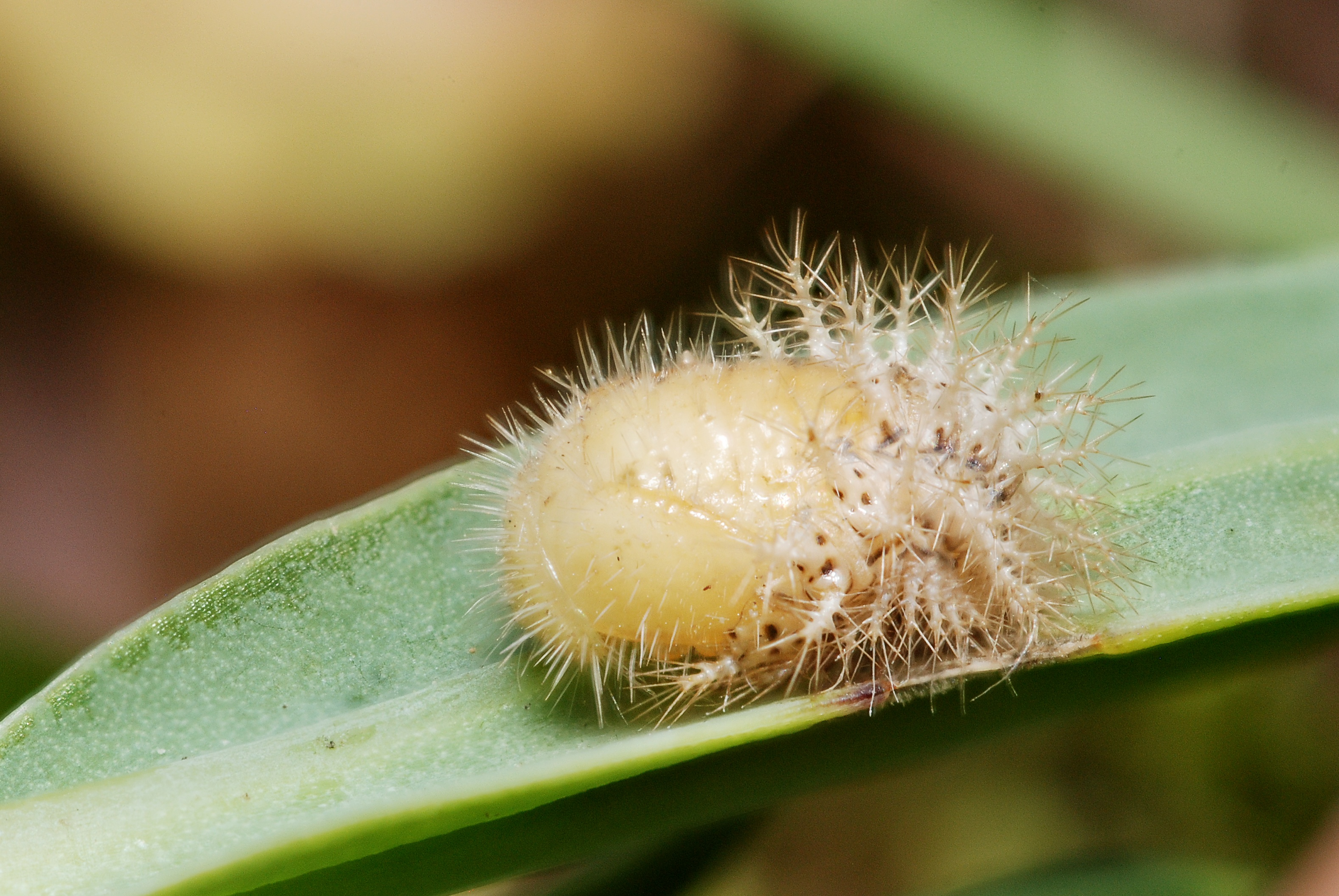
Poczwarka owełnicy lucernianki

Owełnica (Subcoccinella) – rodzaj chrząszczy z rodziny biedronkowatych i plemienia Epilachnini. Obejmuje dwa opisane gatunki. Występuje w palearktycznej Eurazji.

## Morfologia
Chrząszcze o ciele długości od 3 do 4 mm, w zarysie owalnym, słabiej niż u podobnego Cynegetis wysklepionym, z wierzchu gęsto owłosionym. Ubarwienie pokryw mają pomarańczowe, zwykle z czarnymi plamkami, czasem miejscami zlewającymi się ze sobą.
Głowa ma niezmodyfikowane czoło, krótki, pozbawiony bruzd nadustek o równoległych bokach i prostej krawędzi przedniej oraz poprzeczną, pośrodku krawędzi przedniej lekko wykrojoną wargę górną. Oczy złożone są rozstawione na odległość większą niż ¾ szerokości głowy, najbliższe sobie od strony ciemienia. Czułki zbudowane są z jedenastu członów, z których trzonek jest znacznie grubszy od nóżki, trzeci jest trzykrotnie dłuższy niż szeroki, a te od czwartego do ósmego półtorakrotnie dłuższe niż szerokie. Buławki czułków są niesymetryczne. Bruzdy czułkowe na spodzie i wierzchu głowy nie występują. Żuwaczki mają wielozębne wierzchołki, wielozębne, nieguzkowane krawędzi tnące oraz dobrze wykształcone prosteki. Szczęki mają prawie trójkątne, nieco dłuższe niż szerokie kotwiczki, dłuższe od owalnych żuwek zewnętrznych i częściowo podzielone szwem pieńki, niezmodyfikowane żuwki wewnętrzne oraz wydłużone i u szczytu poszerzone człony końcowe głaszczków szczękowych. Warga dolna ma 2,5 raza szerszy niż długi podbródek, mniej niż dwukrotnie szerszą niż dłuższą bródkę, owalny przedbródek ze ściętym szczytem, krótko oszczeciniony języczek oraz nieodbiegające wymiarami od członów poprzednich człony końcowe głaszczków wargowych.
Tarczka ma zarys tak szerokiego jak długiego trójkąta. Pokrywy mają powierzchnię z punktami jednego rozmiaru i krawędzie boczne w całości widoczne od góry. Podgięcia pokryw nie dochodzą do ich szczytów. Przedpiersie ma lekko łukowatą krawędź przednią, krótszą od połowy średnicy bioder część przedbiorową i pozbawiony żeberek wyrostek międzybiodrowy. Śródpiersie ma przednią krawędź w całości wyniesioną, tylną zaś wykrojoną. Zapiersie ma linie udowe po bokach pełne i wyraźnie odgięte, a pośrodku łączące się prosto na wyrostku. Odnóża są przysadziste, o niezmodyfikowanych biodrach. Krętarze przedniej i środkowej pary są okrągławo uwydatnione i mają na powierzchniach wewnętrznych słabo zaznaczone jamki do chowania szczytów goleni. Uda dwóch ostatnich par są lekko nabrzmiałe. Golenie przedniej pary mają po jednej ostrodze, a golenie pozostałych par posiadają przy wierzchołkach ukośnie żeberko na krawędzi zewnętrznej i dwie ostrogi. Stopy mają rozdwojone pazurki z lekko nabrzmiałymi, ale pozbawionymi ząbka nasadami.
U samców odwłok ma sześć widocznych na spodzie sternitów (wentrytów), u samic zaś pięć. Pierwszy z nich zaopatrzony jest w zaokrąglone, odgięte, po bokach niepełne linie udowe i pozbawiony jest linii dodatkowych. Piąty z nich u samicy ma krawędź tylną zaokrągloną, a u samca ściętą. Ósmy tergit u obu płci jest zaokrąglony. Genitalia samca cechują się pozbawioną kolców fallobazą, symetrycznym, spiczasto zakończonym płatem środkowym o całobrzegim wierzchołku, gładkiej krawędzi zewnętrznej i bez wyrostków na krawędzi wewnętrznej. Dobrze wykształcone paramery są szerokie i nieco krótsze niż płat środkowy. Przysadziste, zakrzywione prącie ma kapsułę nasadową o zredukowanych ramionach oraz wierzchołek z wyrostkami. Narządy rozrodcze samicy mają niezmodyfikowaną torebkę kopulacyjną z wychodzącym wierzchołkowo przewodem nasiennym, błonę łączącą paraprokty pozbawioną sklerytów przed gonokoksytami, a same gonokoksyty owalne, dwukrotnie dłuższe niż szerokie, na zewnętrznej krawędzi zaokrąglone i zaopatrzone w wyraźne gonostyliki.

## Ekologia i występowanie
Rodzaj palearktyczny, znany z prawie całej Europy, Afryki Północnej oraz palearktycznej Azji, zawleczony ponadto do nearktycznej Ameryki Północnej.
Zarówno larwy, jak i owady dorosłe są fitofagami żerującymi na różnych bobowatych, psiankowatych, a także na komosach. Biedronki te zeskrobują z rośliny tkanki miękkie, a następnie przeżuwają je, wypijając soki. U larw i dorosłych występują dostosowane do takiego sposobu odżywiania żuwaczki o skomplikowanej, wielozębnej budowie.

## Taksonomia
Rodzaj ten wprowadzony został w 1840 roku przez Fredericka Williama Hope’a pod nazwą Lasia. Nazwa ta okazała się być jednak młodszym homonimem nazwy użytej w 1824 roku przez Christiana R.W. Wiedemanna. Stąd wkrótce zaproponowano nazwę Subcoccinella. Jej autorstwo przypisuje się często Louisowi Agassizowi i Wilhelmowi Ferdinandowi Erichsonowi, jednak ci jako pierwsze jej użycie wskazują publikację Pierre’a Hubera z 1842 roku.
Do omawianego rodzaju zalicza się dwa opisane gatunki:
- Subcoccinella coreae Park & Yoon, 1991
- Subcoccinella vigintiquatuorpunctata (Linnaeus, 1758) – owełnica lucernianka

Zasadność wyróżniania S. coreae została zakwestionowana przez Wiolettę Tomaszewską i Karola Szawaryna w rewizji Eiplachnini, jednak autorzy ci nie dokonali oględzin materiału typowego.

## Znaczenie gospodarcze
Owełnica lucernianka oceniana jest jako istotny szkodnik lucerny siewnej. Notuje się ją także jako szkodnika buraka cukrowego, buraka pastewnego, ziemniaka i koniczyny.